# Hamilton Academical Football Club 2016-2017
Questa voce raccoglie le informazioni riguardanti l'Hamilton Academical Football Club nelle competizioni ufficiali della stagione 2016-2017.

## Rosa
| N. |                              | Ruolo | Calciatore                |
| -- | ---------------------------- | ----- | ------------------------- |
| 1  | Inghilterra (bandiera)       | P     | Remi Matthews             |
| 2  | Inghilterra (bandiera)       | D     | Danny Seaborne            |
| 2  | Lituania (bandiera)          | D     | Antons Kurakins           |
| 3  | Grecia (bandiera)            | D     | Giannīs Skondras          |
| 4  | Scozia (bandiera)            | D     | Michael Devlin            |
| 5  | Scozia (bandiera)            | D     | Martin Canning (capitano) |
| 6  | Scozia (bandiera)            | C     | Grant Gillespie           |
| 7  | Scozia (bandiera)            | C     | Dougie Imrie              |
| 8  | Scozia (bandiera)            | C     | Greg Docherty             |
| 9  | Brasile (bandiera)           | A     | Alexandre D'Acol          |
| 10 | Inghilterra (bandiera)       | C     | Daniel Redmond            |
| 11 | Scozia (bandiera)            | C     | Ali Crawford              |
| 12 | Germania (bandiera)          | C     | Gramoz Kurtaj             |
| 14 | Trinidad e Tobago (bandiera) | A     | Richard Roy               |
| 14 | Cipro (bandiera)             | D     | Alex Gogić                |
| 15 | Inghilterra (bandiera)       | A     | Rakish Bingham            |
| 16 | Scozia (bandiera)            | D     | Craig Watson              |
| 17 | Scozia (bandiera)            | C     | Louis Longridge           |
| 18 | Scozia (bandiera)            | C     | Darian McKinnon           |
| 19 | Scozia (bandiera)            | P     | Darren Jamieson           |

| N. |                        | Ruolo | Calciatore        |
| -- | ---------------------- | ----- | ----------------- |
| 20 | Scozia (bandiera)      | A     | Eammon Brophy     |
| 21 | Italia (bandiera)      | C     | Massimo Donati    |
| 22 | Scozia (bandiera)      | C     | Darren Lyon       |
| 23 | Scozia (bandiera)      | D     | Scott McMann      |
| 24 | Spagna (bandiera)      | D     | Jesús García Tena |
| 25 | Scozia (bandiera)      | D     | Ben Reilly        |
| 26 | Scozia (bandiera)      | P     | Alex Marshall     |
| 27 | Scozia (bandiera)      | D     | Shaun Want        |
| 28 | Scozia (bandiera)      | C     | Ross Cunningham   |
| 29 | Scozia (bandiera)      | D     | Jordan McGregor   |
| 30 | Scozia (bandiera)      | C     | Steven Boyd       |
| 31 | Scozia (bandiera)      | C     | Ryan Tierney      |
| 32 | Scozia (bandiera)      | C     | Jack Breslin      |
| 33 | Scozia (bandiera)      | C     | Ronan Hughes      |
| 34 | Inghilterra (bandiera) | P     | Gary Woods        |
| 35 | Scozia (bandiera)      | P     | Robbie Thomson    |
| 37 | Scozia (bandiera)      | C     | David Templeton   |
| 39 | Inghilterra (bandiera) | D     | Blair Adams       |
| 46 | Germania (bandiera)    | D     | Lennard Sowah     |
| 89 | Grecia (bandiera)      | D     | Georgios Sarris   |

## Risultati

### Scottish Premiership

#### Play-off
| Dundee 25 maggio 2016, ore 20:45 CEST Andata | Dundee Utd | 0 – 0 referto | Hamilton Academical | Tannadice Park (9.386 spett.)\| Arbitro: \| McLean \| |
| Arbitro:                                     | McLean     |               |                     |                                                       |

| Arbitro: | Thomson |

|              |           |  |
| Docherty 64’ | Marcatori |  |